# Cesare Valerio
Cesare Valerio (Carmagnola, 16 marzo 1820 – Torino, 16 marzo 1873) è stato un politico italiano.

## Biografia
Fratello di Gioacchino e Lorenzo, fu Deputato del Regno di Sardegna per una legislatura, e Deputato del Regno d'Italia per quattro legislature.